# Ortalis ruficeps
Ortalis ruficeps és el nom científic d'un ocell de la família dels cràcids (Cracidae) sovint considerat una subespècie d'Ortalis motmot. Habita zones forestals del Brasil Central al sud de l'Amazones.